# Seamus Elliott

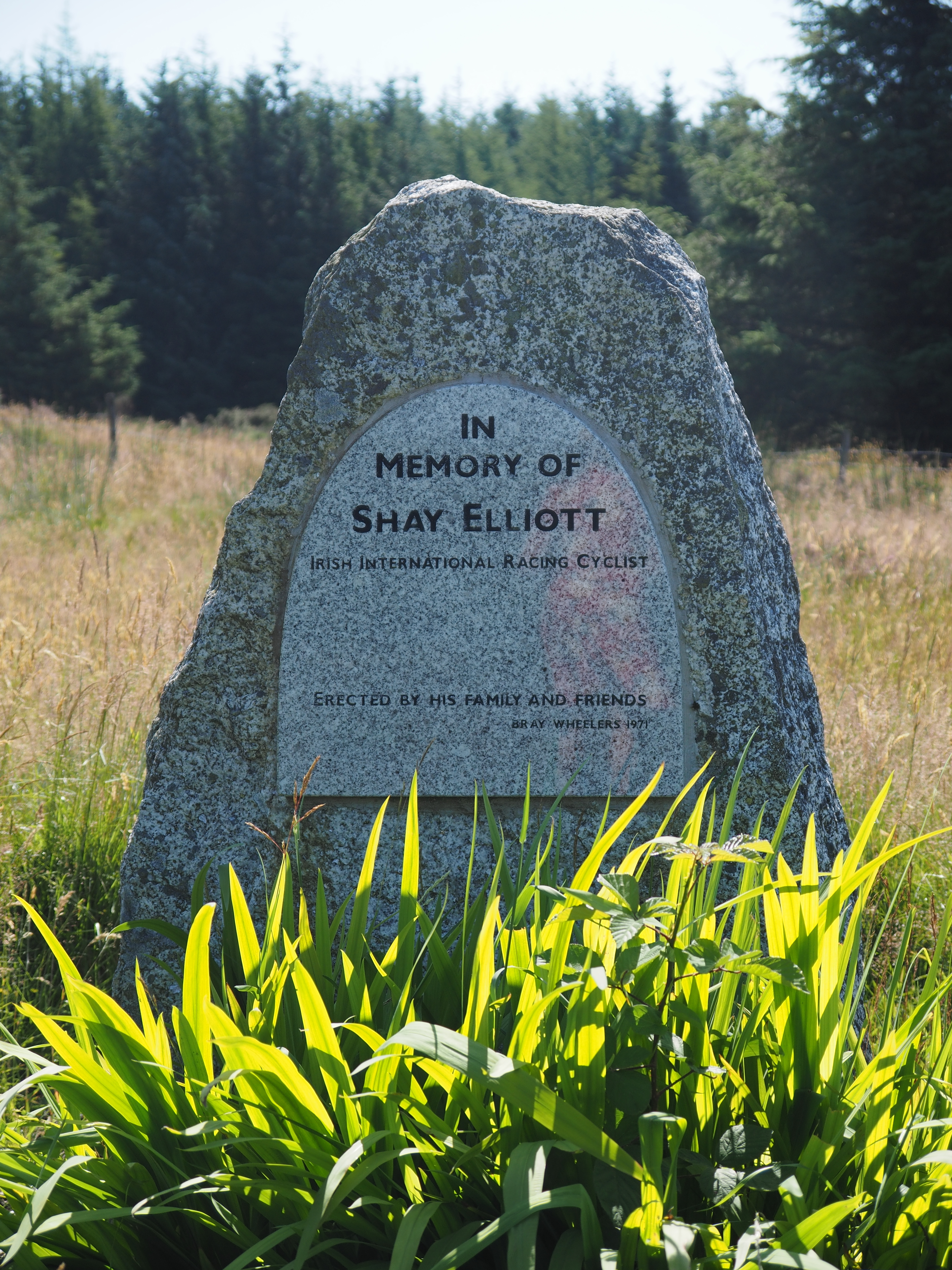
Gedenkstein für Elliott in Irland, an der Straße zwischen Laragh und Glenmalure

Seamus „Shay“ Elliott (* 4. Juni 1934 in Dublin; † 4. Mai 1971 ebenda) war ein irischer Radrennfahrer. Er war der erste Ire, der das Gelbe Trikot der Tour de France trug.

## Radsport-Laufbahn
Seamus Elliott wurde als zweiter von drei Söhnen von Jim Elliott, einem Garagenbesitzer in Rathfarnham, und von dessen Frau Nell (geb. Farrell) geboren. Seine Eltern gehörten zu den Republikanern, die 1922 zu Beginn des irischen Bürgerkriegs die Four Courts in Dublin besetzt hatten. Elliott besuchte die Christian Brothers School in Crumlin, wo er Hurling und Football spielte. Erst mit 14 Jahren begann er mit dem Radsport.
1954 wurde Seamus Elliott irischer Meister im Straßenrennen der Amateure. 1956 wurde er Profi und fuhr fortan für französische Mannschaften, hauptsächlich als Domestik für Jacques Anquetil und Jean Stablinski; Stablinski wurde später sein Trauzeuge und Pate seines Sohnes. Sechsmal startete er bei der Tour de France; 1963 gewann er die dritte Etappe und trug vier Tage lang das Gelbe Trikot. Bei der Tour 1959 wurde Elliott zum tragischen Helden: Brian Robinson, der gemeinsam mit Elliott (obwohl dieser Ire war) in der britischen Nationalmannschaft startete und kurz zuvor eine Etappe gewonnen hatte, war so erschöpft, dass er weit hinter dem Feld herfuhr und aus dem Zeitlimit fiel, nur Elliott blieb bei ihm. Während Elliott jedoch anschließend die Tour beenden musste, konnte Robinson weiterfahren, da nach den Regeln kein Fahrer, der so wie er unter den ersten Zehn platziert war, wegen Überschreitung des Limits ausgeschlossen werden konnte.
Bei der Vuelta a España 1962 belegte Elliott in der Gesamtwertung Rang drei, nachdem er das Rennen bis zum letzten Einzelzeitfahren angeführt hatte. Bei den anschließenden Straßenweltmeisterschaften 1962 gewann er die Silbermedaille im Rennen der Profis. Zwischen 1956 und 1966 startete er regelmäßig bei den UCI-Weltmeisterschaften im Straßenrennen der Berufsfahrer. Nur 1965 konnte er das Rennen nicht beenden. Nach seiner Silbermedaille 1962 war der 14. Platz 1956 sein zweitbestes Ergebnis. Weitere Rennen, die er gewann, waren u. a. der Grand Prix d’Isbergues (1956), der Omloop Het Volk (1959), die Manx Premier Trophy (1959) und der Grand Prix d’Orchies und der Grand Prix de Saint-Raphaël (1965), letzteres Rennen als erster Nicht-Belgier. 1960 gewann er den Grand Prix Stan Ockers.
1965 zerstritt sich Elliott mit Anquetil und Stablinski, weil er sich von ihnen betrogen fühlte, und wechselte 1966 zum Team Mercier. Ende 1965 lieh er sich eine größere Geldsumme, um das „Hôtel d’Irlande: chez Seamus Elliott“ in Loctudy, Bretagne, zu eröffnen, das innerhalb kurzer Zeit insolvent ging. Daraufhin dopte er sich mit Benzedrin, um mit dem Preisgeld eines Rennens seine Schulden begleichen zu können. Er kehrte mittellos nach Irland zurück, während seine Frau mit dem gemeinsamen Sohn in Frankreich blieb. Seine letzten Siege holte er 1966, als er in Frankreich sieben Kriterien gewann. Der 5. Platz bei Gent–Wevelgem 1966 war seine letzte vordere Platzierung in einem bedeutenden Straßenrennen.

## Nach dem Sport
Für ein Honorar in Höhe von 500 Pfund verkaufte Seamus Elliott der Zeitschrift People Informationen über den Drogenkonsum und Rennmanipulationen im professionellen Radsport. Er gab zu, anderen Fahrern gegen Geld zum Sieg verholfen zu haben. Er selbst habe vor 1966 unwissentlich leistungssteigernde Medikamente eingenommen, war sich aber sicher, dass die Mannschaftsärzte Drogen in seine Getränke gegeben hätten. Einmal wurde ein Mannschaftswagen, mit dem er nach Belgien fuhr, von der Polizei durchsucht. der in einem Sitz versteckte Drogen fand und ihn festnahm; Das Verfahren gegen ihn wurde schließlich eingestellt.
Mit dem Honorar von People erwarb Elliott eine Garage in Dublin. Er nahm 1970 am Rennen London to Holyhead teil, ließ sich re-amateurisieren und sollte dabei helfen, die irische Mannschaft auf die Olympischen Spiele in München vorzubereiten. Er nahm Antidepressiva, und am 4. Mai 1971, wenige Wochen nach dem Tod seines Vaters, wurde er tot in seiner Wohnung aufgefunden. Die Polizei entschied auf Suizid. Er habe sich mit einer Schrotflinte, die sein Preis für den Etappensieg bei der Vuelta a España im Jahr 1963 gewesen war, selbst erschossen. Seine Familie und Freunde dementierten, dass Elliott Selbstmord begangen habe. Seamus Elliott wurde in Kilmacanogue neben seinem Vater begraben; er wurde 46 Jahre alt.

## Ehrungen
1998 passierte die Tour de France, die in Irland gestartet wurde, Elliotts Grab als Zeichen des Respekts.
Seit 1971 wird jährlich in Irland das Shay Elliott Memorial von den Bray Wheelers organisiert, das zuvor Route de Chill Mhantain. Seit Ende der 1960er Jahre hieß es Shay Elliott Trophy. Der erste Sieger wurde noch von Elliott selbst geehrt. The Elliott gilt als das prestigeträchtigste Eintagesrennen Irlands. In der Nähe von Drumgoff Bridge im County Wicklow wurde ein Denkmal für ihn errichtet.

## Familie
Seamus Elliott war ein älterer Bruder des Radrennfahrers Paul Elliott. Sein Sohn Pascal kam 1978 im Alter von 16 Jahren in Frankreich bei einem Verkehrsunfall ums Leben.

## Erfolge
1955
- Paris–Evreux

1956
- GP Catox
- Grand Prix d’Isbergues
- eine Etappe Tour des Provinces du Sud-Est

1958
- zwei Etappen 4 Jours de Dunkerque

1959
- Omloop Het Volk
- GP de Denain Porte du Hainaut
- Trofeo Longines

1960
- eine Etappe Giro d’Italia
- eine Etappe Gran Premio Ciclomotoristico delle Nazioni
- Grand Prix Stan Ockers

1961
- eine Etappe 4 Jours de Dunkerque

1962
- Weltmeisterschaft – Straßenrennen
- eine Etappe Vuelta a España

1963
- eine Etappe Giro d’Italia
- eine Etappe Vuelta a España

1964
- Circuit du Morbihan
- Manx Premier Trophy

1965
- GP d’Espéraza
- Gesamtwertung und eine Etappe Tour de l’Oise

## Wichtige Platzierungen
| Grand Tour            | 1956 | 1957 | 1958 | 1959 | 1960 | 1961 | 1962 | 1963 | 1964 | 1965 | 1966 |
| --------------------- | ---- | ---- | ---- | ---- | ---- | ---- | ---- | ---- | ---- | ---- | ---- |
| Vuelta a EspañaVuelta | –    | –    | –    | –    | –    | –    | 3    | 41   | –    | –    | –    |
| Giro d’ItaliaGiro     | –    | –    | –    | 40   | 68   | DNF  | –    | –    | –    | –    | –    |
| Tour de FranceTour    | DNF  | –    | 48   | –    | –    | 47   | –    | 61   | DNF  | –    | –    |

| Monument                 | 1956 | 1957 | 1958 | 1959 | 1960 | 1961 | 1962 | 1963 | 1964 | 1965 | 1966 |
| ------------------------ | ---- | ---- | ---- | ---- | ---- | ---- | ---- | ---- | ---- | ---- | ---- |
| Mailand–Sanremo          | 44   | –    | 10   | 32   | –    | –    | –    | –    | 35   | –    | –    |
| Flandern-Rundfahrt       | –    | 7    |      | 9    | 15   | –    | –    | –    | –    | –    | –    |
| Paris–Roubaix            | –    | 18   | 20   | 12   | 11   | –    | –    | –    | 38   | 29   | 29   |
| Lüttich–Bastogne–Lüttich | –    | –    | 15   | –    | –    | –    | –    | –    | –    | –    | –    |
| Lombardei-Rundfahrt      | –    | –    | 27   | 21   | –    | –    | –    | –    | –    | –    | –    |

| Weltmeisterschaft   | 1956 | 1957 | 1958 | 1959 | 1960 | 1961 | 1962 | 1963 | 1964 | 1965 | 1966 |
| ------------------- | ---- | ---- | ---- | ---- | ---- | ---- | ---- | ---- | ---- | ---- | ---- |
| StraßenrennenStraße | 14   | –    | –    | 22   | 17   | DNF  | 2    | 26   | 19   | DNF  | 15   |